# Einat Kalisch-Rotem
Einat Kalisch-Rotem (hebreiska: עינת קליש-רותם ), född 3 september 1970 i Haifa, är en israelisk arkitekt och (stads)planerare.
Hon är medlem i arbetarpartiet och borgmästare i Haifa sedan 20 november 2018.